# Lanoraie
Lanoraie es un municipio canadiense situado en la provincia de Quebec.

## Superficie
Lanoraie tiene una superficie de 102,74 km².

## Demografía
En 2021, tenía 5134 habitantes, una densidad poblacional de 50 hab./km², y 2199 viviendas.